# Radacridium adamantinum
Radacridium adamantinum är en insektsart som beskrevs av Frédéric Carbonell 1996. Radacridium adamantinum ingår i släktet Radacridium och familjen Romaleidae. Inga underarter finns listade i Catalogue of Life.